# Piraci z Karaibów: Na krańcu świata (ścieżka dźwiękowa)
Pirates of the Caribbean: At World's End – płyta zawierająca ścieżkę dźwiękową do filmu Piraci z Karaibów: Na krańcu świata. Muzykę skomponował Hans Zimmer. Album został wydany 22 maja 2007.

## Lista utworów
| #  | Tytuł                              | Czas  |
| -- | ---------------------------------- | ----- |
| 1  | Hoist the Colours                  | 1:31  |
| 2  | Singapore                          | 3:40  |
| 3  | At Wit's End                       | 8:05  |
| 4  | Multiple Jacks                     | 3:51  |
| 5  | Up is Down                         | 2:42  |
| 6  | I See Dead People in Boats         | 7:09  |
| 7  | The Brethren Court                 | 2:21  |
| 8  | Parlay                             | 2:10  |
| 9  | Calypso                            | 3:02  |
| 10 | What Shall We Die For              | 2:02  |
| 11 | I Don't Think Now is the Best Time | 10:45 |
| 12 | One Day                            | 4:01  |
| 13 | Drink Up Me Hearties               | 4:31  |